# Louis Leopold Poniatowski
Louis Leopold Stanisław August Maria André Poniatowski herbu Ciołek (ur. 24 stycznia 1864 w Paryżu, zm. 8 marca 1954 w Les Bories) – książę di Monte Rotondo.
Młodszy syn Stanisława Augusta Poniatowskiego i Luise Leopoldine le Hon.
6 października 1894 w Paryżu poślubił Elizabeth Sperry. Z tego małżeństwa pochodziło czterech synów:
- Stanislaus August Carl Adolf Hubert Wilhelm (ur. 31 sierpnia 1895 w Paryżu, zm. 8 listopada 1970 w Paryżu),
- Carl Casimir Victorien Marie André (ur. 30 października 1897 w San Francisco, zm. 1980),
- John Willard Marie André (ur. 13 grudnia 1899 w San Francisco, zm. 30 listopada 1977),
- Jean Józef Evremond Sperry (ur. 19 października 1907 w Paryżu, zm. 1978).